# Carol Gilligan
Carol Gilligan (1936, Nueva York) es una feminista, filósofa y psicóloga estadounidense.
Gilligan es ampliamente conocida por su libro In a different voice: psychological theory and women's development (Harvard University press, Cambridge, Ma. 1982) en el cual difiere de la interpretación que diera Lawrence Kohlberg de los resultados en psicología experimental acerca del supuesto desarrollo moral diferenciado entre niñas y niños.
En 1997 se convirtió en la primera profesora de estudios de género de la UMSNH Universidad de Harvard. Ha impulsado la llamada ética del cuidado (ethics of care) en contraste con la ética de la justicia.

## La ética del cuidado
Según el psicólogo educativo Lawrence Kohlberg, hay seis niveles de desarrollo moral del humano: (a) aquel en el cual se cree que lo correcto es la obediencia y para evitar el castigo; (b) el intercambio instrumental individual que satisface las necesidades de quien solicita y de quien da; (c) el de los intereses, relaciones y conformidad en las reciprocidad humanas; (d) etapa del cumplimiento social y de mantenimiento de la conciencia; (e) se acatan derechos primarios y el contrato social o de la utilidad, (f) y la adquisición de principios éticos universales. Kohlberg observó que las niñas de once años habían alcanzado solamente el nivel (c), mientras los varones ya habían desarrollado capacidades morales propias de los niveles (d) o (e). Él interpretó estos resultados como una forma de flaqueza moral de la mujer. Ésta filósofa hace una crítica hacía Kohlberg, al decir que su teoría difiere entre hombres y mujeres.
Gilligan, que había ayudado al propio Kohlberg en algunas de sus investigaciones, respondió en el libro citado aduciendo que los menores de diferente sexo piensan de distinto modo y que esto no significa que ellas tengan menores capacidades para hacer razonamientos morales. Las mujeres, según Gilligan, privilegian los vínculos con los demás, las responsabilidades en el cuidado por encima del cumplimiento abstracto de deberes y del ejercicio de derechos.
Parte de la inspiración de la educación diferenciada proviene de estudiosas y escritoras feministas como Gilligan.
Los trabajos de Carol Gilligan han inspirado la investigación feminista pacifista al abogar no por la no acción sino por una acción no-violenta, que no destruya, que atienda al contexto y no a los principios y que preste ante todo atención al cuidado.

## Críticas a la teoría de Gilligan
Aunque la ética del cuidado propuesta por Gilligan ha tenido una enorme influencia en el pensamiento feminista a partir de los años ochenta del siglo XX, se han cuestionado los fundamentos metodológicos y experimentales de su libro. Algunos científicos consideran que la muestra de casos estudiados no era estadísticamente representativa, ni su metodología permitía distinguir los aspectos culturales y de clase social de aquellos propiamente biológicos.
Se ha criticado la posición de algunas seguidoras de Gilligan, para quienes solo tenemos deberes hacia las personas con quienes podemos establecer una relación personal (es el caso de Nel Noddings). Esta posición lleva a rechazar que, por ejemplo, tengamos deberes de ayuda a los niños que mueren de hambre en un país lejano, o deberes de evitar la crueldad contra los animales que nos comemos (pues no son las mascotas con las que convivimos a diario). Sin embargo, en In a different voice, Gilligan defiende que derechos y responsabilidades son complementarios y que en desarrollo moral consistiría en sustituir el antagonismo por el respeto mutuo, aunque critica la ética que defiende los principios en detrimento del cuidado.
Otras críticas han señalado que sus aportaciones contribuyen a "romantizar" lo que en realidad es una falta de poder de las mujeres.[cita requerida]